# 多紀連山県立自然公園
多紀連山県立自然公園（たきれんざんけんりつしぜんこうえん）とは、兵庫県東部にある兵庫県立の自然公園である。

## 概要
兵庫県東部・丹波地方の丹波篠山市、丹波市に広がる。多紀連山、妙高山を中心とした山岳地帯を公園域として、1957年4月27日に指定された。総面積は9,350ヘクタールで、うち特別地域が5,816ヘクタールとなっている。

## 山岳
- 多紀連山
  - 御嶽 - 標高 793メートル。ふるさと兵庫50山。
  - 小金ヶ嶽 - 標高 725メートル。
  - 西ヶ嶽 - 標高 727メートル。
- 妙高山 - 標高 565メートル。

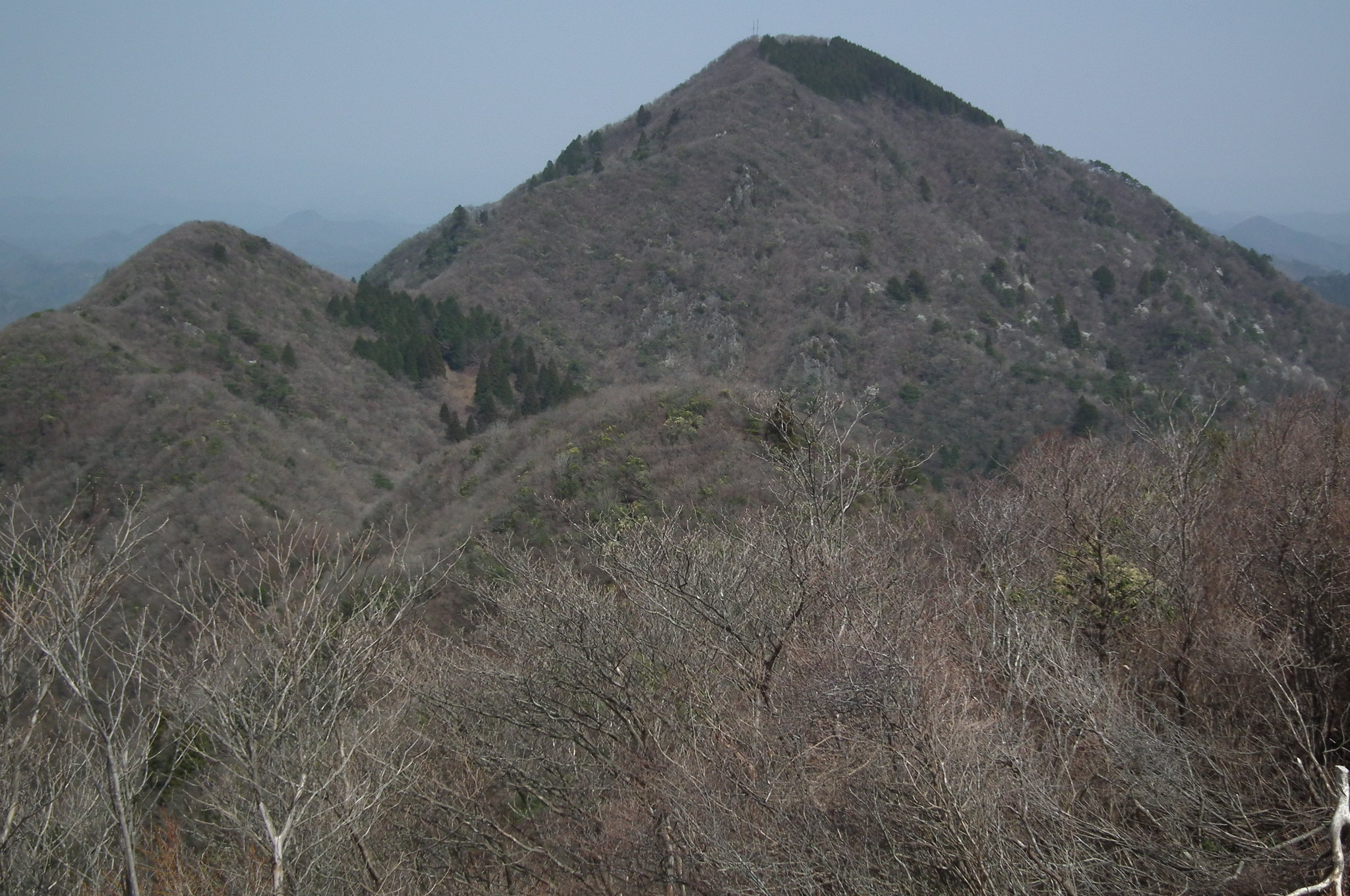
御嶽
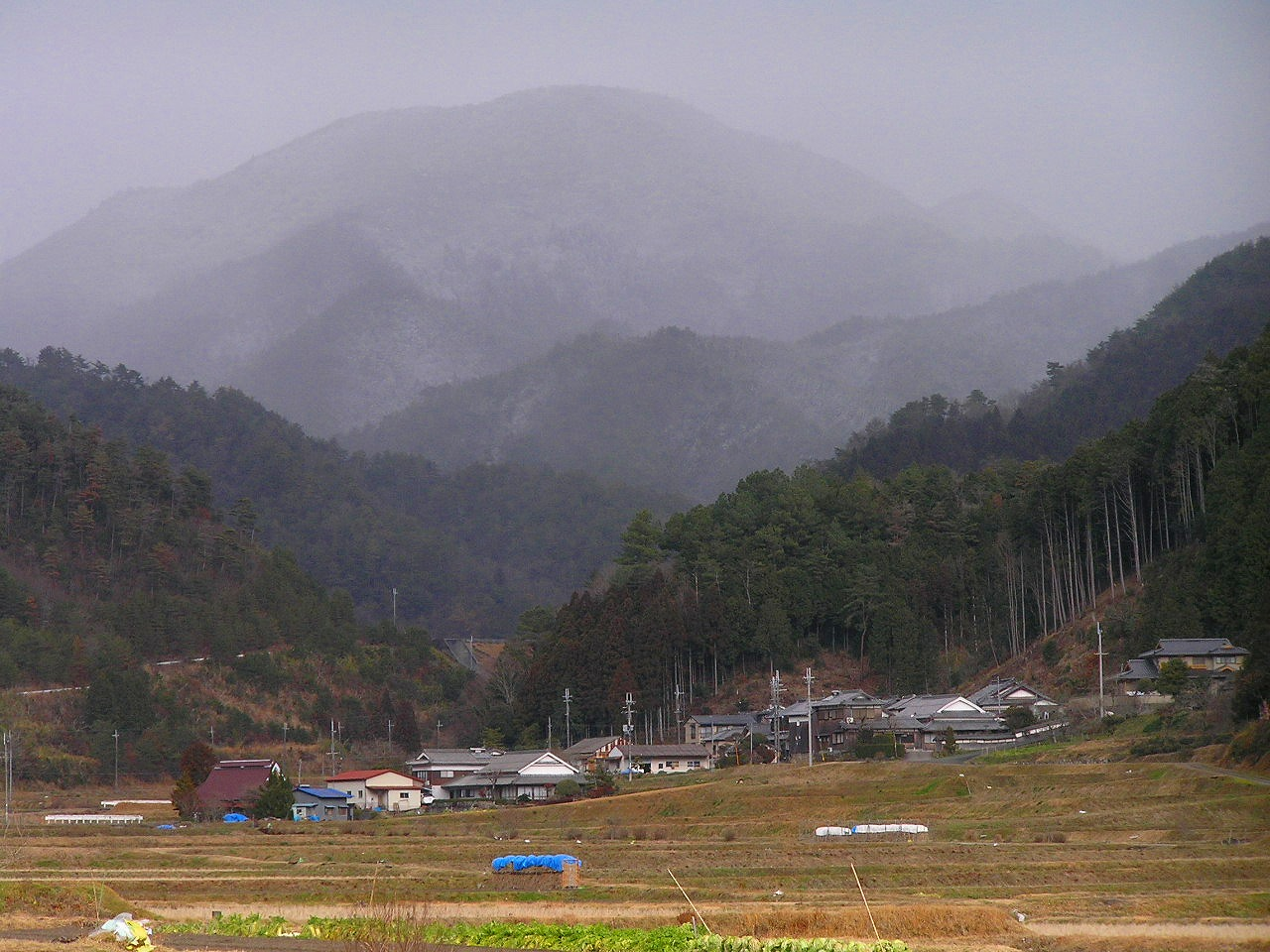
西ヶ嶽
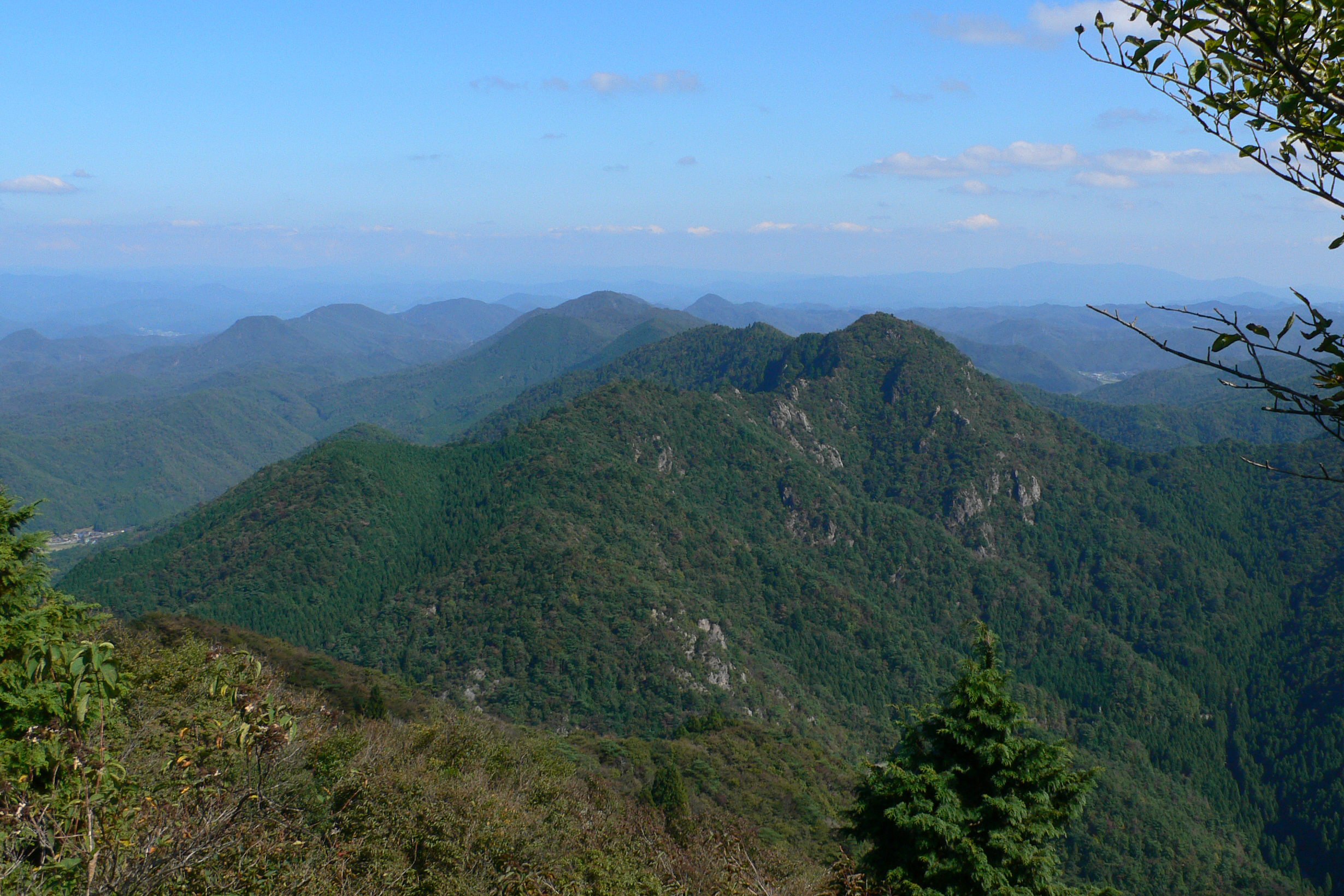
小金ヶ嶽を御嶽から望む